# 羅莫拉·康斯坦蒂諾
羅莫拉·海倫·路易斯·康斯坦蒂諾 OBE（1930年9月14日—1988年11月）是一名澳大利亞鋼琴家、伴奏家和教師，同時也是音樂、電影和戲劇評論家。

## 生平
康斯坦蒂諾的父親拿破崙·康斯坦蒂諾（Napoleone Costantino）是一名在澳洲的義大利公務員，母親羅薩蒙·林德納（Rosamond Lindner）則是威爾斯出身。她曾就讀於新南威爾斯音樂學院，師從亞歷山大·斯韋延斯基。
她為澳洲廣播公司舉辦過許多廣播和獨奏會，其中最著名的是為魯傑羅·里奇和亨利克·謝林等音樂家擔任伴奏（1984年，謝林在澳洲的第四次也是最後一次巡迴演出）。
康斯坦蒂諾在雪梨歌劇院舉辦了第一場鋼琴獨奏會 (1973年4月10日，受邀觀眾)。她還參加了歌劇院音樂廳的首次公開演出（與Carl Pini Quartet和沃爾特·薩克利夫共同演出，由Musica Viva Australia贊助）。她也與蘭斯·多瑟組成知名的鋼琴二重奏。
1983年，她成為南澳伴奏者公會的創始委員會成員，並於1984至1986年間擔任公會主席。
她與中提琴家羅伯特·皮克勒錄製了舒伯特的〈阿佩喬尼奏鳴曲〉，並與皮克勒和單簧管家帕梅拉·約翰遜（Pamela Johnson）錄製了莫扎特的〈Kegelstatt Trio〉。她還錄製了兩首舒伯特的鋼琴奏鳴曲，這兩首鋼琴奏鳴曲是舒伯特未完成的，由瓦爾特·杜洛完成。其他錄音包括拉威爾的〈圓舞曲〉、德布希和佛瑞的作品，以及為AWA唱片公司錄製的泰勒曼三重奏奏鳴曲，她在其中演奏了小鍵琴。
她曾是雪梨大學的資深講師。她也曾是《雪梨晨鋒報》的音樂評論家，以及《太陽先驅報》的電影與劇場評論家。

## 個人生活
1971年，康斯坦蒂諾與藝術家兼雕塑家喬治·恩伊（George Enyi）結婚，有時她會使用婚後的名字羅莫拉·恩伊。
她是電影《Between Wars》（1974年）的音樂顧問。

## 榮譽
在1978年的元旦授勳上，她因對藝術的貢獻而被授予大英帝國官佐勳章。

## 逝世
康斯坦蒂諾於1988年在南澳阿德萊德因癌症去世，享年58歲。她的許多節目和其他文件都收藏在澳洲國家圖書館。